# Thomas Gresham

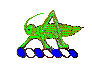
Gresham szöcske, ami a család valamint a főiskola címere

Sir Thomas Gresham (London 1519 – 1579. november 21.) angol kereskedő, a City of London-beli Királyi tőzsde megalapítója.

## Életpályája
Apja, Richard jelentős londoni kereskedő és polgármester volt. Cambridgeben végzett tanulmányai után 1543-ban 24 évesen Thomas is hivatásos kereskedő lett, majd még abban az évben Németalföldre utazott, hogy üzleteket köthessen Európa első számú üzleti központjában. 1544-ben feleségül vette William Read londoni kereskedő özvegyét, majd ezután visszatért külföldre. Kölcsöneivel, üzleti és diplomáciai szolgálataival nagy mértékben támogatta VI. Eduárd angol királyt és I. Erzsébet angol királynőt, amiért udvari kereskedővé nevezték ki, majd lovaggá ütötték. Munkájáért fizetést nem kapott, viszont több birtokkal is jutalmazták. A németalföldi értékpapír börze sikerét és jelentőségét felismerve 1566-ban megalapította a londoni tőzsdét, mely Erzsébet királynő akaratára a Királyi börze nevet kapta. Ennek palotáját saját költségén építtette fel az antwerpeni börze mintájára, melyért a tőzsdézőknek bérleti díjat számított.
Feltehetően agyvérzés miatt bekövetkezett hirtelen halála után végrendelete szerint létesítették a Gresham Főiskolát, melyet későbben a tőzsde épületében helyeztek el, majd ennek 1768-ban történt leégése után önálló épületet emeltek számára. Ez nevével ellentétben nem ad végzettséget, viszont ingyenes és nyilvános előadásokat tart 8 kinevezett és elismert professzora révén.

## Gresham tétele
Sir Thomas Greshamnek tulajdonított törvény szerint a rossz pénz (értsd névértékénél alacsonyabb nemesfém-tartalmú) kiszorítja a jót. Vagyis a tranzakciós funkciókat a „rossz” pénz tölti be, a tartalékolás funkciókat a „jó” pénz, ami így egyre inkább eltűnik a forgalomból.
Valójában ezt a szabályszerűséget korábban már Kopernikusz is felismerte. Elsőként Henry Dunning Macleod tulajdonította ezt a megállapítást Greshamnek.